# Esplosivo al plastico

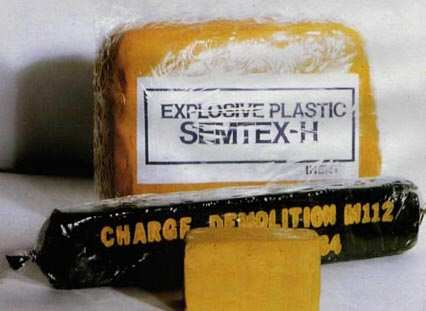
Semtex (notare il caratteristico colore giallo-arancio), l'incarto nero è una carica da demolizione M112 contenente C4

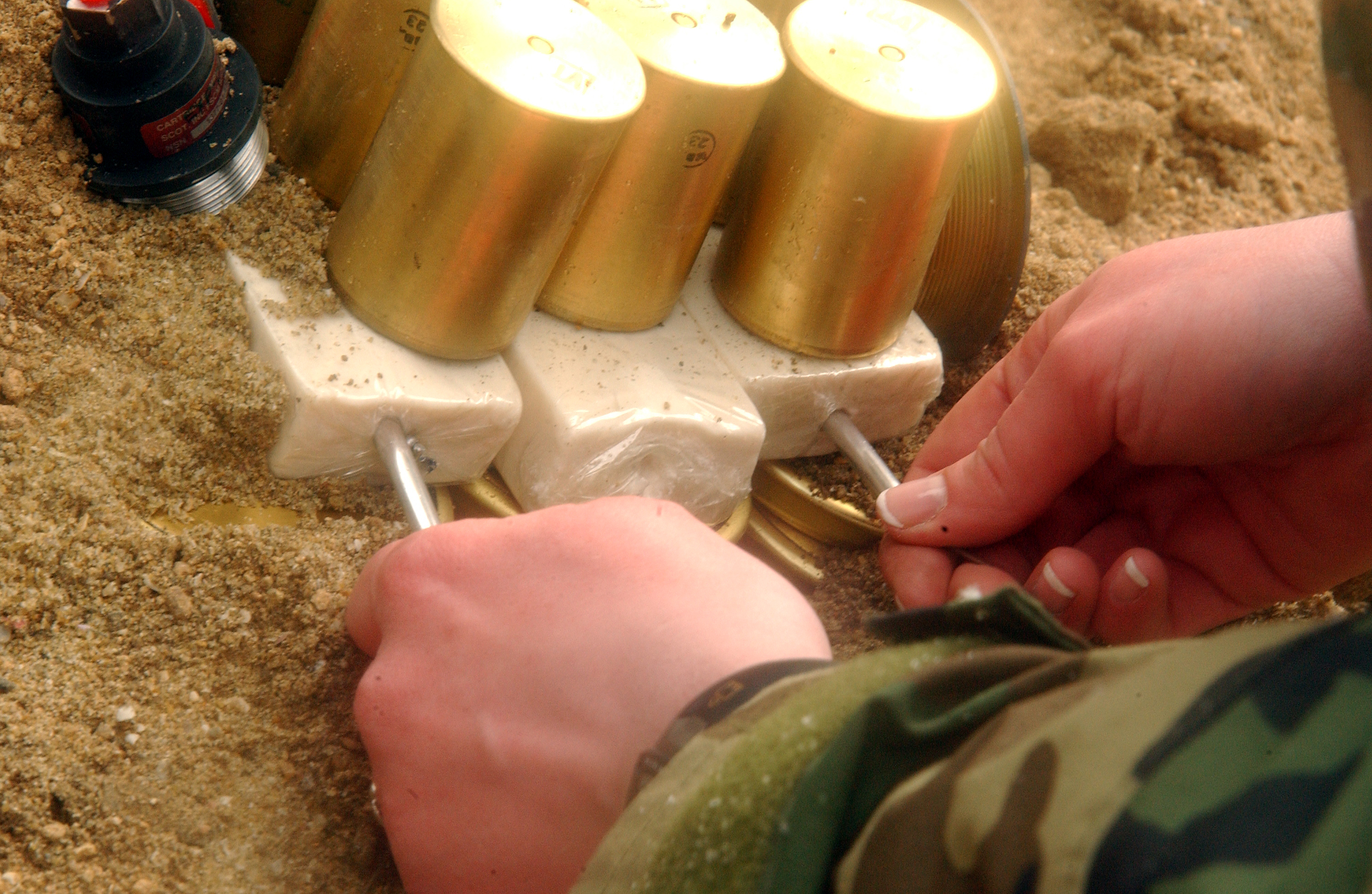
C4 usato per far brillare componenti non esplose di proiettili di artiglieria (notare il tipico colore biancastro)

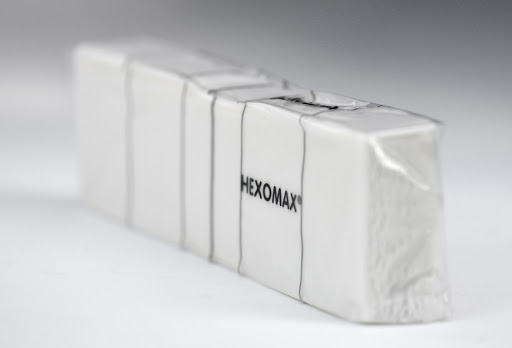
Esplosivo plastico di nuova produzione della ditta Eurenco. Mantiene le sue caratteristiche di modellabilità anche a bassissime temperature.

Gli esplosivi plastici sono esplosivi militari semisolidi ad alto potenziale, concepiti per fornire materiale esplosivo alle forze militari non particolarmente esperte: non richiedono alcun contenitore, possono essere plasmati per aderire ed adattarsi a cavità e forme da distruggere e sono praticamente insensibili all'umidità e all'acqua. Questi esplosivi esplodono esclusivamente mediante detonatore, essendo insensibili all'urto (anche colpi d'arma da fuoco), di difficile combustione e, se accesi, bruciano lentamente senza esplodere.
Sono generalmente a base di T4, HMX, PETN o loro miscele, combinate con particolari sostanze plastificanti atte a rendere l'esplosivo denso, malleabile e pratico da utilizzare. Tra i più comuni esplosivi al plastico vi sono il C4, il Semtex e lo Hexomax.

## Storia

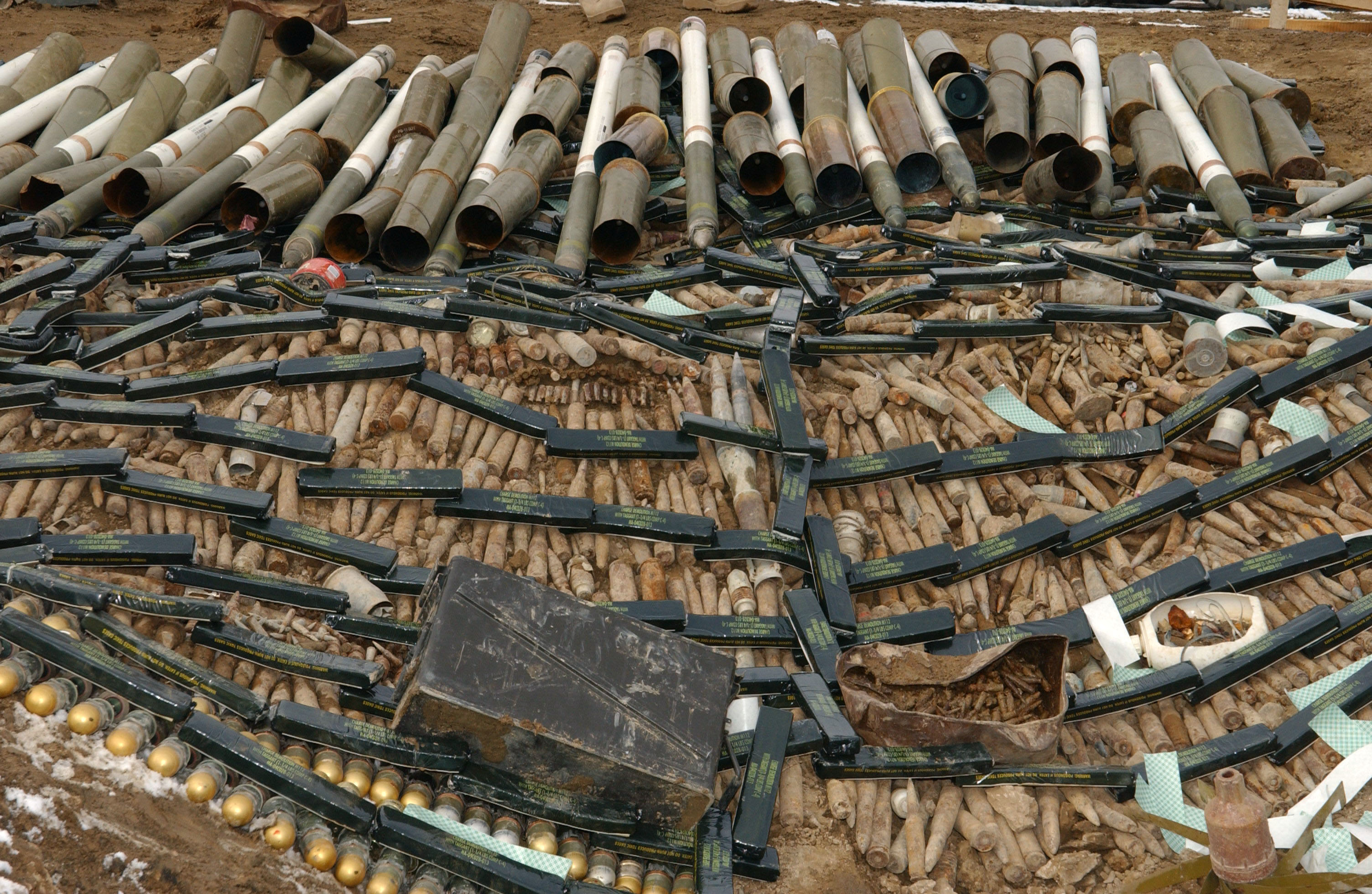
Vari tipi di cariche M112 da demolizione (C-4)

Il primo esplosivo al plastico fu la gelignite, inventata da Alfred Nobel nel 1875.
Prima della seconda guerra mondiale, il britannico Oswald Silberrad ottenne i brevetti (British e U.S. patents) per una serie di esplosivi al plastico chiamati "Nitrols", composti di nitrati aromatici, cotone collodio, e sali inorganici ossidanti. Silberrad non ritenne necessario specificare vantaggi della sua invenzione, la plasticità, rispetto ad altri tipi. Uno dei più semplici esplosivi al plastico fu il Nobel No.808, conosciuto come Nobel 808 (spesso chiamato Explosive 808 nelle British Armed Forces durante la guerra), sviluppato dalla britannica Nobel Chemicals Ltd già prima della guerra.
Ha il colore e l'aspetto della plastilina verde, con odore di mandorle. Fu usato massicciamente durante la seconda guerra mondiale dai britannici della Special Operations Executive (SOE) per sabotaggi. È usato come HESH anticarro. Il Nobel 808 fu utilizzato nel fallito attentato a Hitler del 20 luglio 1944. Durante e dopo la guerra un numero di nuovi esplosivi RDX furono sviluppati, includendo composti C, C2, e C3. Assieme al RDX creano minor suscettibilità. Il termine obsoleto plastique risale al Nobel 808. I campioni di esplosivo negli U.S.A. nella Tizard Mission sono stati confezionati dal SOE pronti per l'utilizzo dalla Resistenza francese e marchiati Explosif Plastique. Il C3 fu sostituito dal C4 negli anni '60, usando RDX con l'aggiunta di gomma butilica e (2-etilesanolo) come aggregante.

## Utilizzi
Sono comunemente utilizzati per demolizioni sia civili che militari. L'uso originale del Nobel 808 da parte del SOE fu il sabotaggio di installazioni tedesche e ferrovie durante la seconda guerra mondiale. L'uso commerciale più comune è lo shock hardening dell'acciaio al manganese.
Gruppi terroristici usano esplosivi al plastico come il C4. Non sono distribuiti legalmente se non a professionisti di demolizioni e a forze speciali di esercito e Polizia di Stato.

## Lista di esplosivi al plastico
- Austria: Kauerit

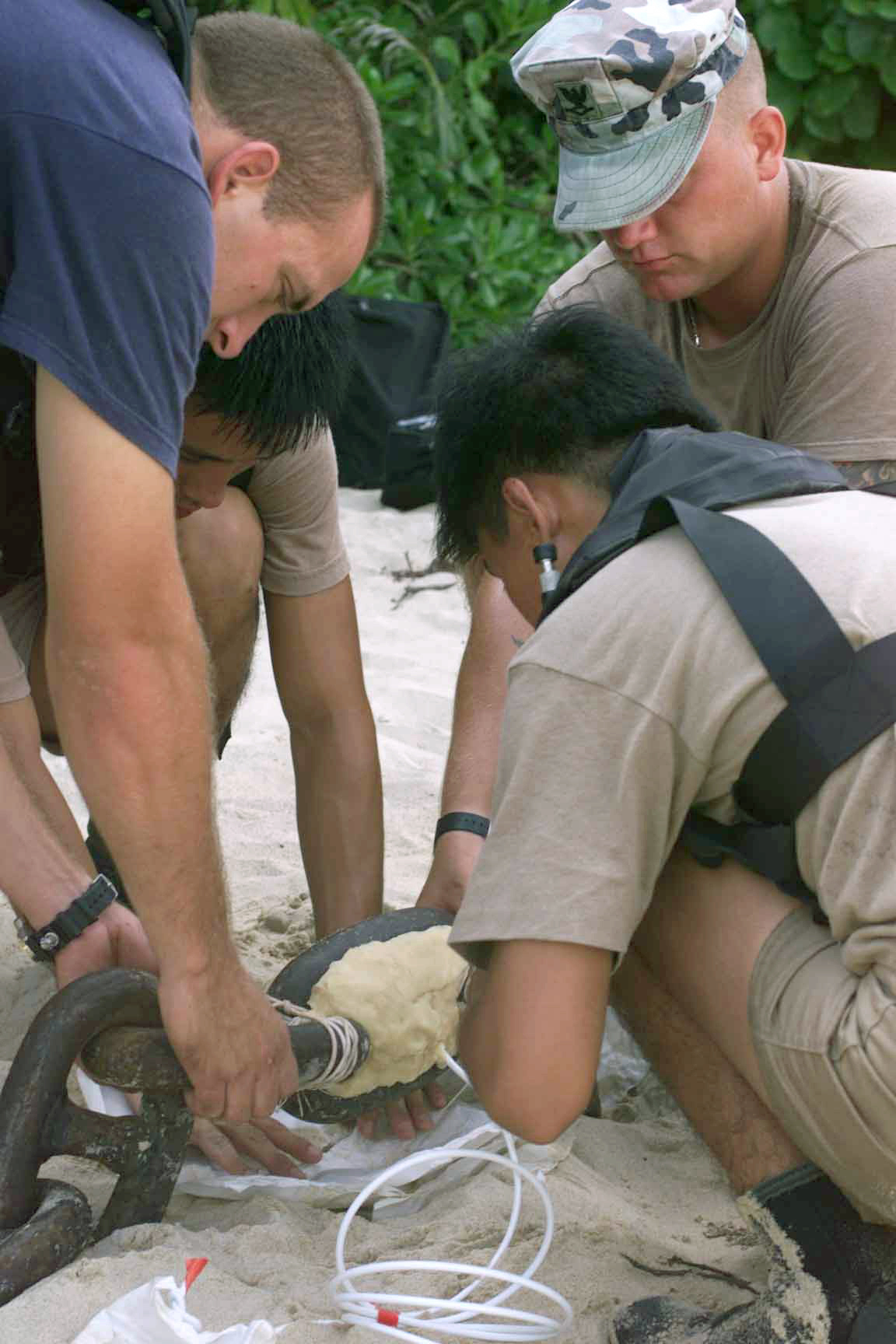
Una carica di C4 impacchettata attorno alla catena di un'ancora per spezzarla. Notare il caratteristico colore biancastro di questo esplosivo

- Repubblica ceca: Semtex-H (arancio), Semtex 1A (rosso), NP10 (nero)
- Finlandia: Peno
- Francia: PE4, Plastrite (Formex P1)
- Germania: Sprengkörper DM12, (Sprengmasse, formbar)
- Paesi bassi: Knaverit S1 (arancio chiaro)
- Grecia: C3, C4
- Italia: PE4, PX64
- Norvegia: NM91(HMX), C4
- Polonia: PWM, Nitrolit
- Russia: PVV-5A
- Slovacchia: Chemex (C4), Tvarex 4A, Danubit
- Svezia: Sprängdeg m/46
- Svizzera: Plastite prodotta dalla SSE[6]
- USA: C4 (Pure White)(Composition C-4)
- Regno unito: PE4 (biancastro)[7], Demex (in fogli)
- Jugoslavia/Serbia: PP–01 (C4)